# Sacramento megye
Sacramento megye az Amerikai Egyesült Államokban, azon belül Kalifornia államban található. Lakosainak száma 1 585 055 fő (2020). Sacramento megye Placer, San Joaquin, El Dorado, Amador, Contra Costa, Sutter, Solano és Yolo megyékkel határos.

## Népesség
A megye népességének változása:
| Lakosok száma | 1 421 973 | 1 435 277 | 1 448 053 | 1 462 131 | 1 501 335 | 1 552 058 | 1 585 055 |
|               | 2010      | 2011      | 2012      | 2013      | 2015      | 2019      | 2020      |